# Geschichte Nordamerikas

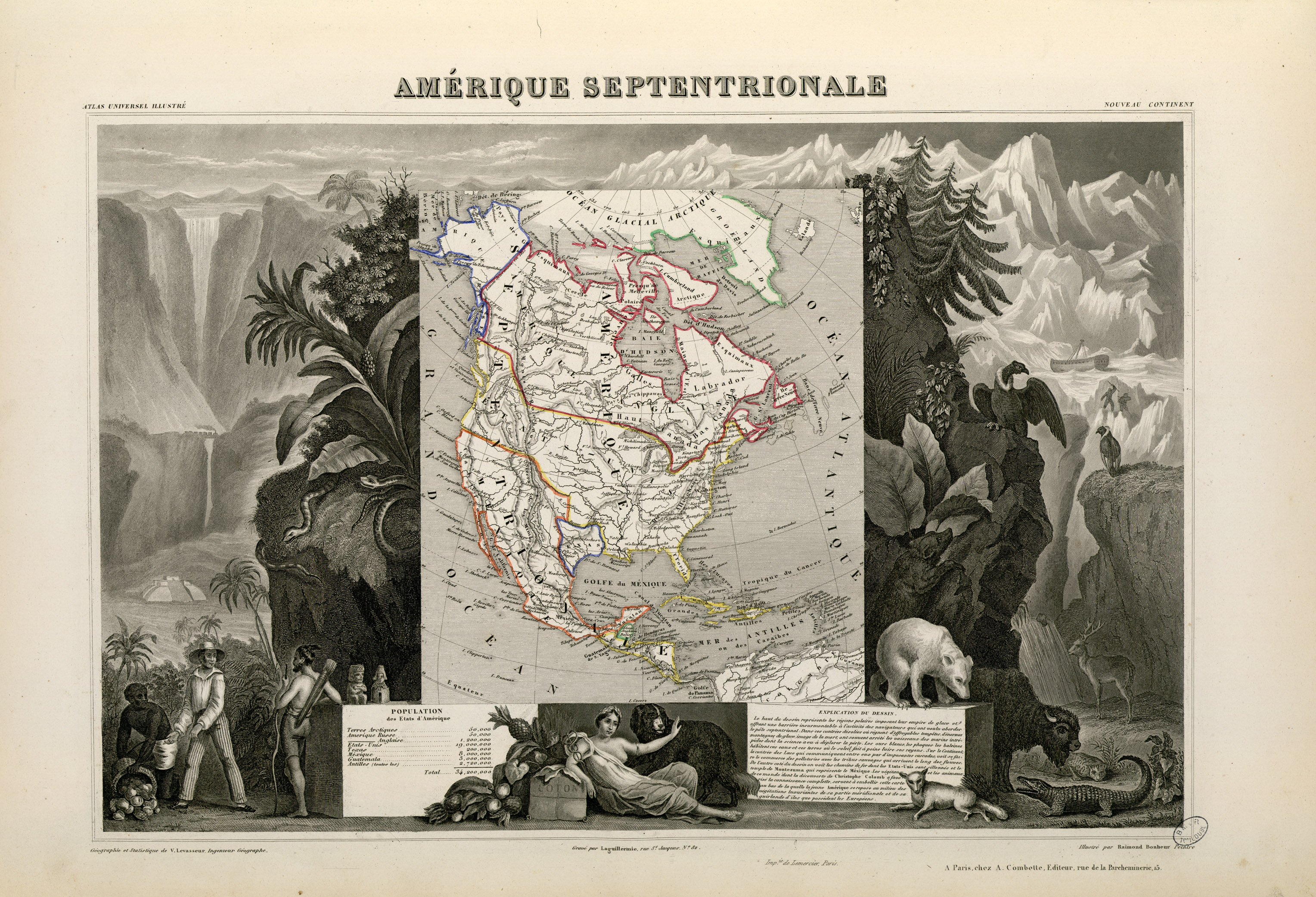
Amérique Septentrionale: Das nördliche Amerika mit seinen Bewohnern auf einer französischen Karte des 19. Jahrhunderts

Die Geschichte Nordamerikas behandelt die Geschichte der Menschen auf diesem Kontinent beginnend mit der ersten Einwanderung über die – während der letzten Eiszeit trockene Landbrücke zwischen Sibirien und Alaska bis zur Gegenwart. Die Erstbesiedlung Amerikas ist Gegenstand wissenschaftlicher Diskussion. Durch genetische Untersuchungen wurde die Einwanderungstheorie mehrfach bestätigt.
Die ersten menschlichen Gesellschaften, die Nordamerika besiedelten, prägten unterschiedliche Kulturstufen von der Jäger- und Sammlerkultur an der Westküste über Feldfruchtanbau nördlich des Golfs von Mexiko bis hin zur Schwelle von Hochkulturen aus.
Seit dem 16. Jahrhundert steht die Geschichte Nordamerikas im engen Austausch mit der Geschichte Europas, Afrikas und Ostasiens. Pflanzen, Menschen, Tiere, Rohstoffe, Waren und Ideen überquerten die umgebenden Ozeane in beiden Richtungen. Im 18. und 19. Jahrhundert wurden in Nordamerika erstmals unabhängige Staaten nach europäischen Vorbildern gegründet. Im 20. Jahrhundert stiegen die Vereinigten Staaten zur Supermacht auf.

## Präkolumbische Zeit
Die Besiedlung Amerikas geschah nach heutigem Stand der wissenschaftlichen Debatte am Ende der letzten Eiszeit (in Nordamerika als Wisconsin glaciation bezeichnet) über die damals noch existierende Landbrücke Beringia zwischen Sibirien und Alaska. Jüngere Funde, insbesondere am Buttermilk Creek Complex in Texas und in den Paisley-Höhlen in Oregon, belegen, dass die ersten Menschen entlang der Pazifikküste nach Süden zogen und von dort das Innere des Kontinents besiedelten.
Die älteste flächendeckende Kultur Nordamerikas war die Clovis-Kultur von ca. 11.600 bis ca. 10.700 v. Chr. Benannt wurde sie nach dem ersten Fundort Clovis, New Mexico. Typisch waren die sorgfältig bearbeiteten, meist kannelierten, Projektilspitzen.
Als Nachfolger der Clovis-Kultur gilt die Folsom-Kultur, ca. 10.500–9000 v. Chr., bzw. der Folsom-Komplex, dem mehrere Traditionen zugeordnet werden (Hells Gap, Midland, Agate Basin).
Als letzte paläo-indianische Kultur trat der Planokultur (oder Planokomplex) die Nachfolge der Folsom-Kultur an. Mit ihren verschiedenen Ausprägungen (Alberte, Cody, Frederick, Eden, Scottsbluff) dauerte sie von 9200 bis 8500 v. Chr.
Die größte vorkolumbische Siedlung nördlich von Mexiko ist Cahokia-Mounds. Hauptsächlich besiedelt im Zeitraum von 700 bis 1400 n. Chr. deckte sie nahezu 1.600 Hektar ab. Die bäuerliche Gesellschaft hatte zu Spitzenzeiten ein Ausmaß von 10.000 bis 20.000 Einwohnern in den Jahren 1050 bis 1200.

## „Entdeckung“ Nordamerikas
Die Fahrt von Christoph Kolumbus nach Amerika im Jahre 1492 gilt offiziell als Entdeckung (Mittel-)Amerikas, auch wenn sich dieses Faktum mittlerweile erwiesenermaßen als falsch herausgestellt hat. Seefahrer der Wikinger haben den amerikanischen Kontinent schon einige hundert Jahre früher bereist und es gilt als wahrscheinlich, dass auch andere Seefahrer die Reise über den Atlantischen Ozean geschafft haben, bevor Kolumbus in See stach.
Besuche von chinesischen Seefahrern (etwa Zheng He im 15. Jahrhundert oder buddhistische Missionare noch früher) an der nordamerikanischen Westküste vor 1500 n. Chr. sind prinzipiell denkbar, aber hochspekulativ, weil bislang jeder wissenschaftliche Nachweis dazu fehlt.

## Europäische Expansion und Kolonialzeit

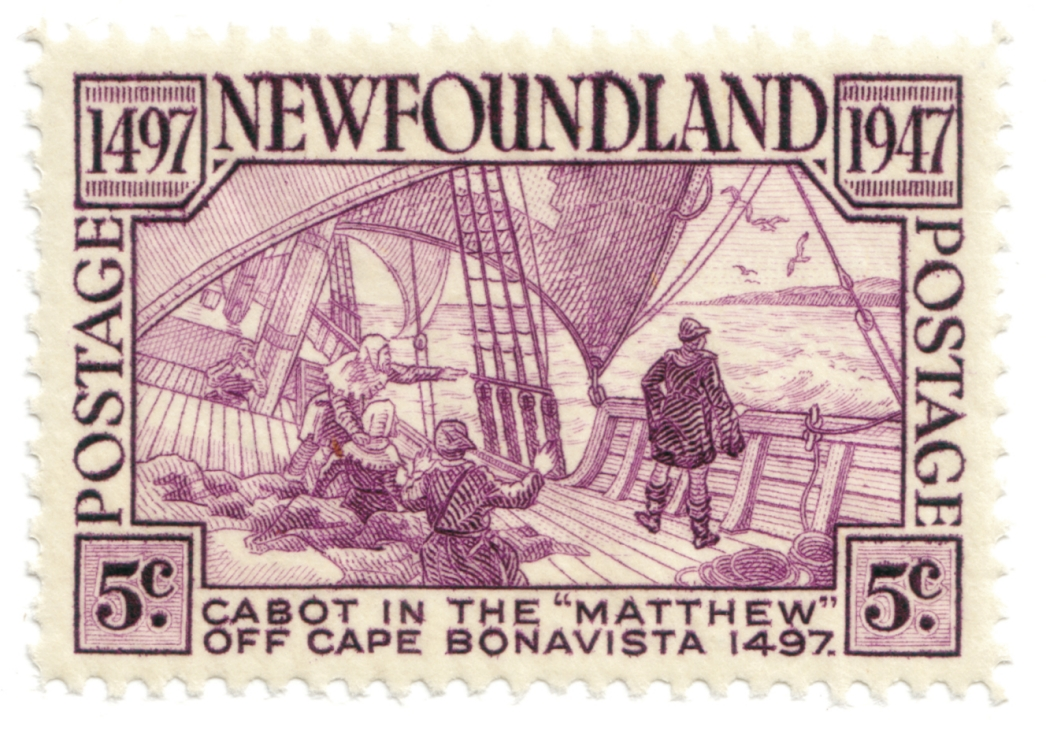
John Cabot auf einer 1947 herausgegebenen Briefmarke

Vor der Ankunft Kolumbus’ 1492 wies Nordamerika womöglich mehr Einwohner auf als das damalige Europa. Die Bevölkerungszahl wird von Anthropologen und Archäologen auf bis zu 112 Millionen Menschen geschätzt. Auch vermutet man eine ähnlich alte und reichhaltige Kultur wie in Europa. Der spanische Eroberer Hernando de Soto berichtet auf seiner Goldsuche (durch das Gebiet der heutigen US-Südstaaten) ab 1539 von einem mit Indianern dicht bevölkerten Land, die in tausenden von Kanus die Flüsse entlangpaddelten und die Felder mit Mais bestellten. Das ganze Land war mit Städten durchzogen, die auch Ausmaße der damaligen Städte wie Madrid oder London hatten. Der Großteil der Bevölkerung lebte auf Farmen, sie hatten Tiergehege, Obstgärten und Teiche.
Als erster Europäer seit den Wikingern betrat 1497 der in englischen Diensten stehende Genuese John Cabot (eigentlich: Giovanni Caboto) nordamerikanischen Boden. Möglicherweise haben bereits in den 1480er Jahren (also vor Kolumbus) Seefahrer und Fischer der britischen Inseln Neufundland über die kürzere Strecke des Nordatlantiks erreicht. Nach der Fahrt Cabots wurden die reichhaltigen Fischgründe vor der nordamerikanischen Küste regelmäßig durch europäische Fischer genutzt. Zur Gründung von dauerhaften Niederlassungen kam es dabei vorerst allerdings nicht. Als die erste Stadt auf nordamerikanischem Festland gilt das 1565 von den Spaniern gegründete St. Augustine in Florida, zugleich heute die älteste Stadt der USA.

## Gründung von europäischen Kolonien
Bei der europäischen Eroberung Nordamerikas taten sich vier Staaten hervor, denen jeweils ein besonderer Vorteil die Inbesitznahme erleichterte:
- England hatte einen, auch religiös begründeten, Auswanderungsdruck und konnte so zahlenmäßig die größte Gruppe stellen. Siehe: Britische Kolonisierung Amerikas
- Frankreich verfügte über ein besonderes Geschick im Umgang mit der indianischen Urbevölkerung, was später auch zur einzigen Mischethnie, den Métis führte.
- Die Niederlande verfügten über die nötigen finanziellen Mittel, Kolonien in Nordamerika zu gründen.
- Spanien hatte bedingt durch die Rekonquista ein enormes militärisches Potenzial und Kampferfahrung.

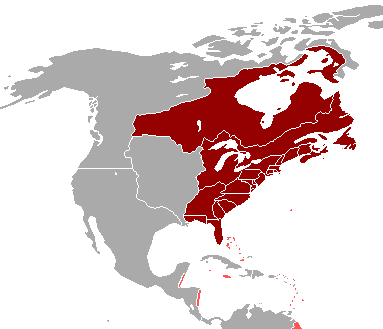
Britischer Kolonialbesitz in Nordamerika zwischen 1763 und 1776

1604 teilte der König von England Jakob I. seine nordamerikanischen Kolonien wie folgt ein: Das Gebiet vom 1. bis zum 41. nördlichen Breitengrad soll die Virginia Company of London besiedeln, das Gebiet vom 41. bis zum 45. Grad die Plymouth Company.
1607 gilt als Gründungsjahr der ersten dauerhaften Kolonie englischer Siedler an der Ostküste Amerikas. Es kam zum Zusammenprall dreier Kulturen: indianische Ureinwohner, weiße Siedler und Sklaven aus Afrika. In diesem Jahr landeten die ersten Siedler aus England in Jamestown, 1620 folgten die (heute bekannteren) Pilgerväter mit der Mayflower im heutigen US-Staat Massachusetts. Diese konnten direkt in den verlassenen Indianersiedlungen Unterschlupf finden. Auch waren die Küstenindianer nun bereit, zu kooperieren und ließen sie mit Plymouth das Einfallstor der Engländer nach Nordamerika gründen.
Im Jahr 1616 wurden Krankheitserreger wie Pocken-, Hepatitis- und Masernviren von Schiffbrüchigen eingeschleppt, als die Ureinwohner sie aufnahmen. Rund 90 Prozent der indigenen Bevölkerung erlagen während der folgenden drei Jahre den Krankheiten. Millionen von Indianern starben an tödlichen Keimen aus Europa. Dies führte zur Entvölkerung weiter Teile Nord- und Südamerikas, bevor die ersten weißen Siedler ankamen.
Das bekannte Verdikt des US-Historikers George Bancroft, Nordamerika sei „eine unproduktive Einöde“ und die Indianer nichts anderes als „ein paar verstreute Stämme schwächlicher Barbaren“ gewesen, gilt als veraltet. Man urteilte zunächst nach dem Bild, das sich den ersten Siedlern nach den Krankheitswellen zeigte. Es überlebten nur wenige Ureinwohner, die die ersten Amerikaner jedoch als tumbe Jäger und Sammler ansahen.
Erste europäische Reisende (der Brite William Wood, 1634) bezeichneten die Ureinwohner jedoch auch als hübsche und liebenswürdige Menschen, die zudem sehr viel hygienischer lebten als die Europäer seiner Zeit.

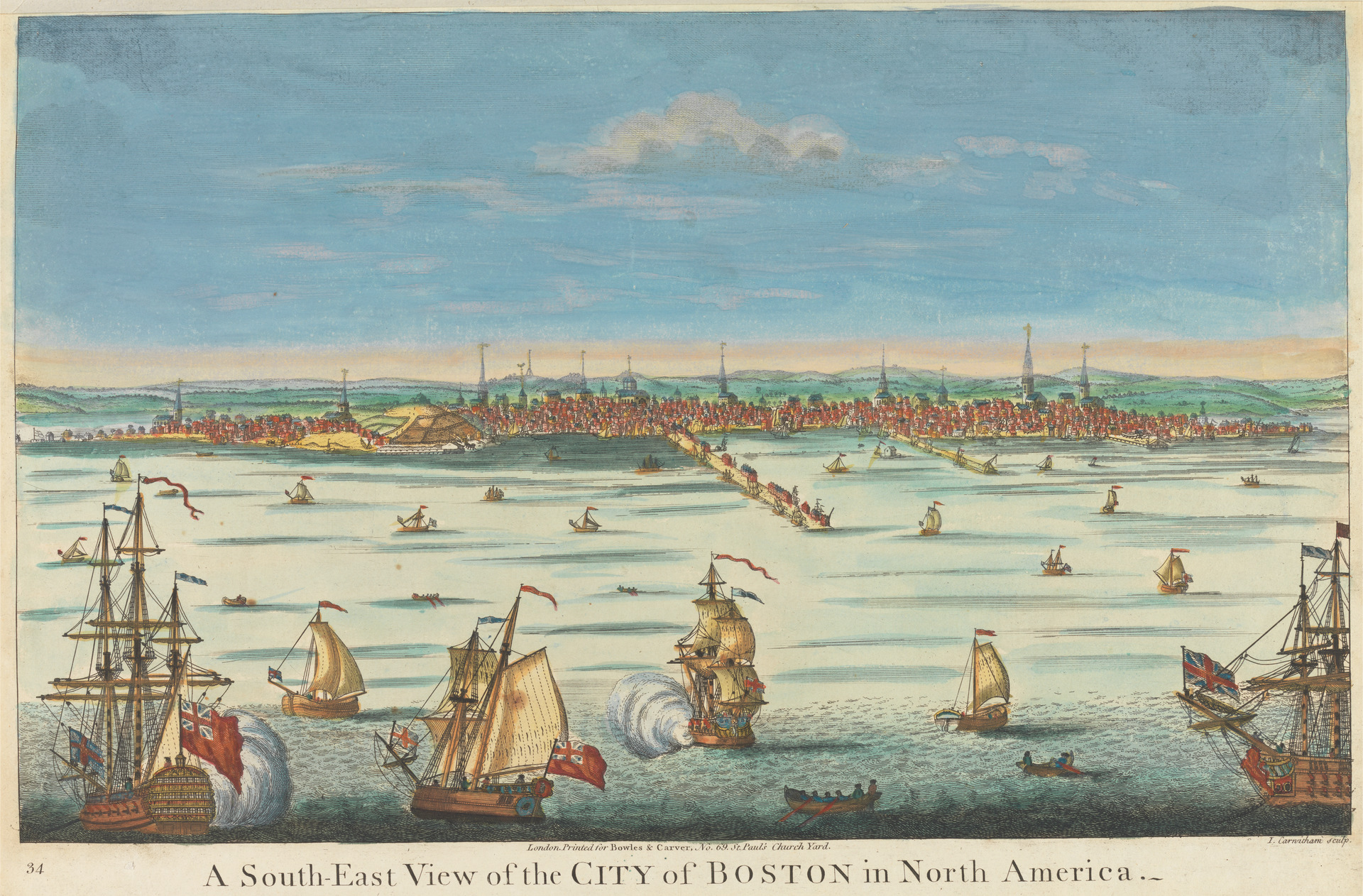
Boston im 18. Jahrhundert

Unter Dezimierung der Indianer um 90 % in den ersten 100 Jahren nach der Besiedlung und Preisgabe moralischer wie christlicher Werte kam es zum „Sieg“ der europäischen Kultur und zur Gründung von 13 britischen Kolonien an der amerikanischen Ostküste (New Hampshire, Massachusetts, Connecticut, Rhode Island, New York, New Jersey, Delaware, Maryland, Pennsylvania, Virginia, North Carolina, South Carolina, Georgia).
Diese Kolonien waren untereinander unabhängig, jedoch dem Mutterland, England, untergeordnet. Sie erhielten ihren Verfassungsstatus durch einen sogenannten Charter. Dieser sprach sie entweder einer Siedlungsgesellschaft (corporate charter), einem Privateigentümer (proprietary charter) oder der Krone selbst zu (Kronkolonie). Dieser Status änderte sich in vielen Fällen während der Kolonialzeit.

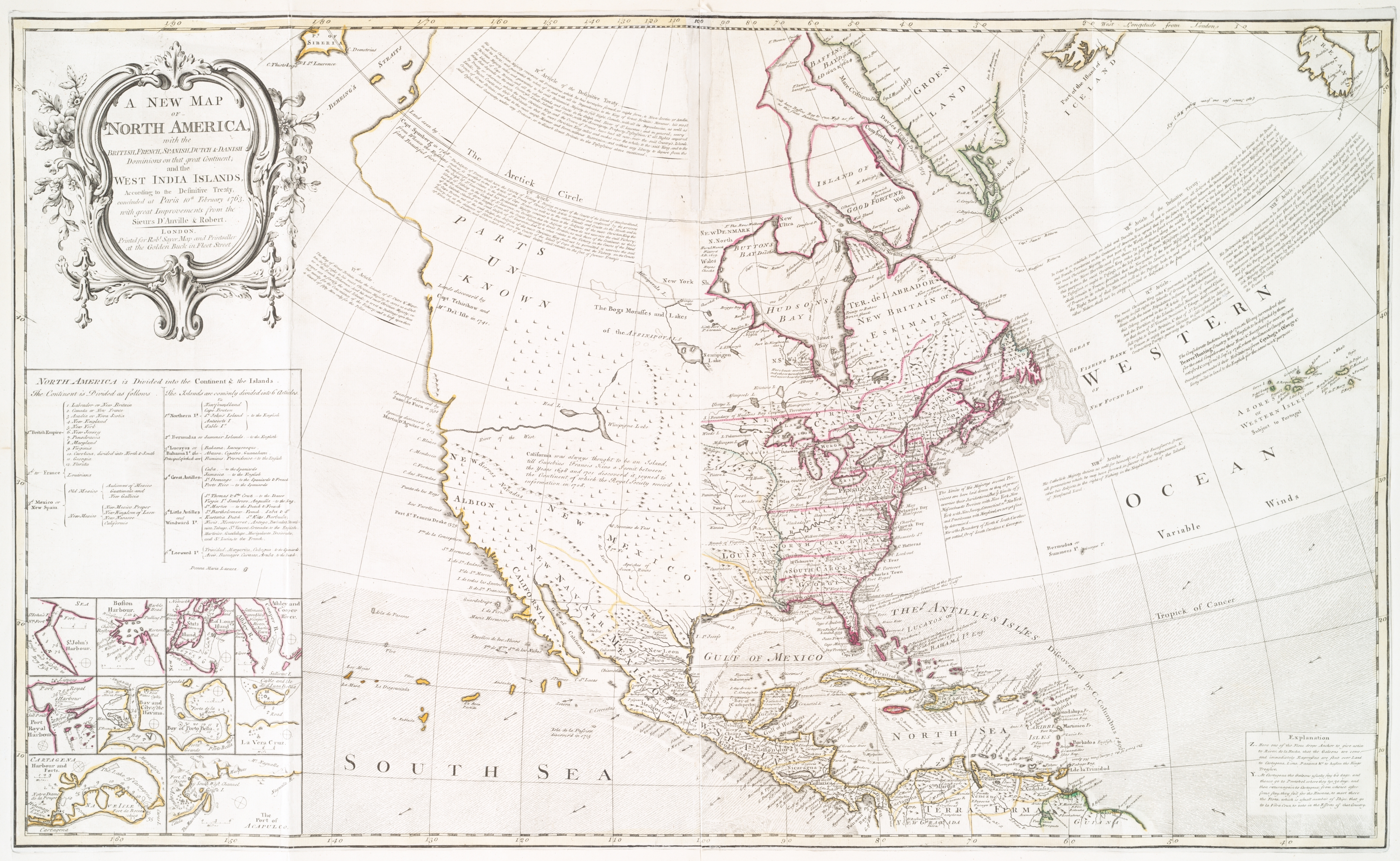
Nordamerika im 18. Jahrhundert aus europäischer Sicht anlässlich des Pariser Friedens 1763 mit Regelungen zum Vertragswerk. Die Karte hebt die spanischen und russischen Entdeckungen hervor, dabei sind weite Teile des pazifischen Nordwestens noch unbekannt

Im Laufe des 18. Jahrhunderts entwickelten sich an der Atlantikküste wichtige urbane Zentren wie Philadelphia (gegründet 1661 vom Quäker William Penn), Boston (1630), New York (gegründet 1621 von Peter Minuit als Neu Amsterdam), Montreal (gegründet um 1640). 1636 wurde mit Harvard – zunächst noch streng konfessionell gebunden – die erste Universität in Nordamerika gegründet, 1693 folgte College of William & Mary und 1701 Yale in New Haven (Connecticut).
Eines der wenigen urbanen Zentren südlich von Virginia war neben der französischen Gründung New Orleans am Golf von Mexiko Charleston (gegründet 1670, benannt nach Karl II. von England). Charleston war eine der wenigen größeren Städte des Südens und bis Anfang des 19. Jahrhunderts größter Umschlagplatz des atlantischen Sklavenhandels in Nordamerika. New Orleans blieb bis zum Aufstieg New Yorks im ersten Drittel des 19. Jahrhunderts die größte und wichtigste Stadt in Nordamerika.

## Gründung selbständiger Staaten

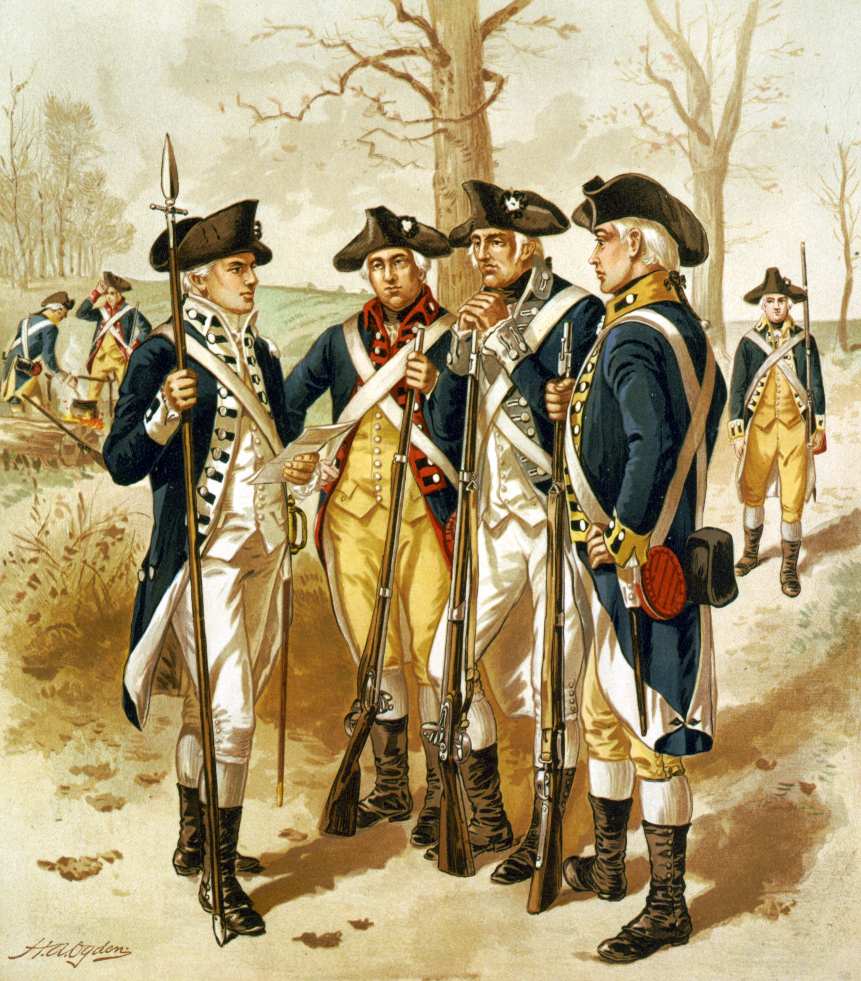
Soldaten der Kontinentalarmee zur Zeit des Amerikanischen Unabhängigkeitskrieges

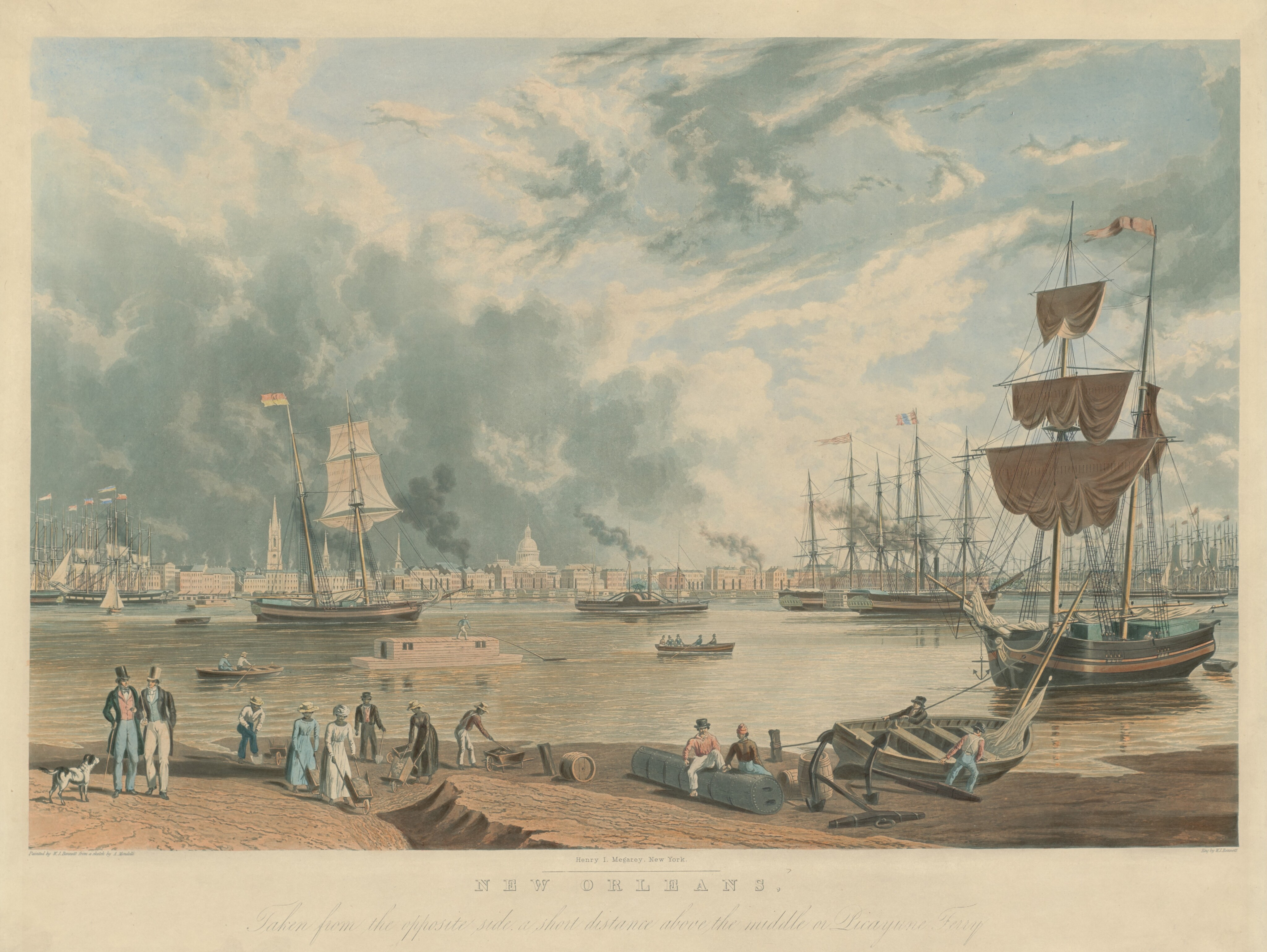
Hafen von New Orleans um 1840

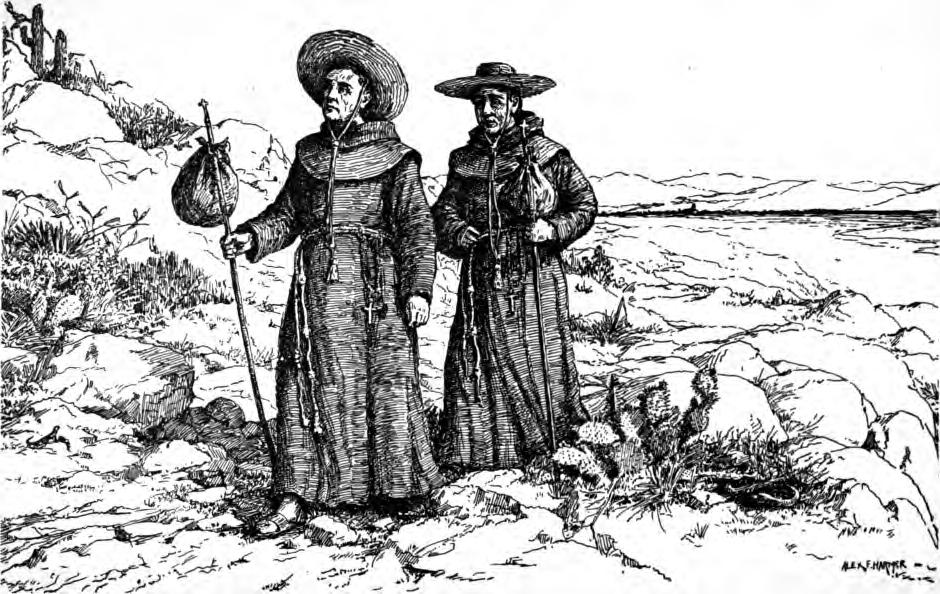
Franziskanische Missionare in Kalifornien

Zwischen dem Frieden von Paris 1783, mit dessen Ratifizierung das Königreich Großbritannien die Selbständigkeit seiner früheren Dreizehn Kolonien in Nordamerika anerkannte, der Gründung des ersten Kaiserreich Mexiko 1821 und der Verabschiedung des British North America Act 1867 entstanden die drei größten und wichtigsten Staaten des Kontinents. Mit dem Kauf Alaskas durch die USA schied das Russische Kaiserreich als Kolonialmacht in Nordamerika aus. Es verblieben Großbritannien und Spanien. Eine weitere revolutionäre Staatsgründung war das Kaiserreich Haiti, das 1804 aus einem Sklavenaufstand hervorging. Andere Staaten verharrten bis weit in das 20. Jahrhundert oder bis heute im kolonialen oder halbkolonialen Status. So war Kuba spanische Kolonie bis zum Spanisch-Amerikanischen Krieg 1898, durch den es wiederum bis zur kubanischen Revolution 1959 in starke politisch-ökonomische Abhängigkeit von den USA geriet.
Ein wichtiges Abschlussdatum der ersten Welle der Staatsgründungen in Nordamerika bildet das Jahr 1823, als der 5. Präsident der USA, James Monroe in seiner Jahresansprache vor dem Kongress die bekannte Monroe-Doktrin verkündete, die bis heute prägendste und wichtigste Leitidee der Außenpolitik der Vereinigten Staaten. Nach den spanisch-portugiesischen Teilungsverträgen des 15. und 16. Jahrhunderts nahm zum ersten Mal ein nichteuropäischer Staat für sich in Anspruch, Ordnungsmacht in der westlichen Hemisphäre zu sein.
Das Gebiet des späteren US-Bundesstaates Texas, das zum spanischen Kolonialreich und dann zu Mexiko gehörte, wurde zunächst von US-amerikanischen Siedlern kolonisiert. Im Texanischen Unabhängigkeitskrieg 1835/36 spaltete sich das Land von Mexiko ab. Kriegsauslösend war die Politik des mexikanischen De-facto-Diktators Santa Anna, aber auch der Streit um den Status der Sklaverei, die die US-Siedler auf mexikanisches Gebiet importierten.
Bei seiner Gründung 1821 erstreckte sich das Territorium, auf das Mexiko Anspruch erhob, von den Grenzen Panamas (damals ein Teil von Großkolumbien) bis in das Gebiet des heutigen US-Bundesstaates Oregon. Im Süden spaltete sich jedoch bereits 1826 die Zentralamerikanische Konföderation ab, bestehend aus Guatemala, Honduras, El Salvador, Nicaragua und Costa Rica. Der Bundesstaat Yucátan spaltete sich 1841 für einige Zeit von Mexiko ab, konnte aber wieder eingegliedert werden. Die USA vergrößerten ihr Gebiet erstmals 1803 durch den Kauf der französischen Kolonie Louisiana. Damit kamen sie in den Besitz von New Orleans (gegründet 1718), damals einer der bedeutendsten Häfen am Atlantik. Die Stadt blieb bis in die 1860er Jahre eine der größten der USA. 1819 schließlich verzichtete Spanien endgültig auf seine Rechte auf (Ost)florida, worauf dieses Gebiet als Organized Territory den Vereinigten Staaten angeschlossen wurde. Der letztlich für die USA verloren gegangene Krieg von 1812 gegen Großbritannien führte zu keinen Gebietsverlusten, förderte aber das kanadische Nationalbewusstsein.
Die Ausdehnung der Staaten hatte zur Folge, dass sich in allen drei nordamerikanischen Ländern Frontiergesellschaften entwickelten. Das war in den USA der schon zeitgenössisch mystifizierte „Wilde Westen“, in Mexiko hingegen war das dünn besiedelte Grenzland als „El Norte“ (der Norden) bekannt. In Südkalifornien und in Teilen des heutigen Südwestens der USA wurden ab Ende des 17. Jahrhunderts jesuitische Missionen gegründet. Diese wurden nach der Aufhebung des Jesuitenordens 1773 meist von Franziskanern übernommen. Auf diese geht etwa die Gründung von Los Angeles 1781 zurück.
Die Durchsetzung des Prinzips des Flächenstaates in den USA und Kanada führte bereits in der ersten Hälfte zur schrittweisen (Trail of Tears) und vor allem in der zweiten Hälfte des 19. Jahrhunderts durch mehrere Indianerkriege bis zur Schlacht am Little Bighorn 1876 zur völligen Verdrängung der First Nations. In Mexiko hingegen war die einheitliche, flächendeckende Staatsgewalt bis in das letzte Drittel des 19. Jahrhunderts weniger ausgeprägt, wodurch das Land nicht nur mit der Plage von marodierenden Räuberbanden zu kämpfen hatte, Teile Nordmexikos waren von regelmäßigen Überfällen von Comanchenstämmen betroffen. 1869 und 1870 gab in Kanada die Hudson’s Bay Company, die seit 1670 bestand (und noch heute besteht) einen großen Teil ihrer traditionellen Rechte auf. Die HBC, ein Überbleibsel aus der europäischen Kolonialgeschichte der frühen Neuzeit, beherrschte in einer Monopolstellung über zwei Jahrhunderte lang den Pelzhandel nördlich der späteren USA und trat in weiten Gebieten Kanadas als quasi-staatlicher Akteur auf.
Für die Entwicklung des Neuengland-Gebietes war die Eröffnung des Eriekanals 1825 bedeutend. Die Böden Neuenglands und großer Teile des Staates New York sind für den Ackerbau wenig geeignet, erst dank dem Kanal war der Weg ins Tal des Ohio Rivers offen und die Landwirtschaft im Mittleren Westen konnte ihre Produkte an der Küste absetzen. Dort entwickelten sich Handel, Finanzdienstleistungen und Industrie.

## Nordamerika im 19. Jahrhundert

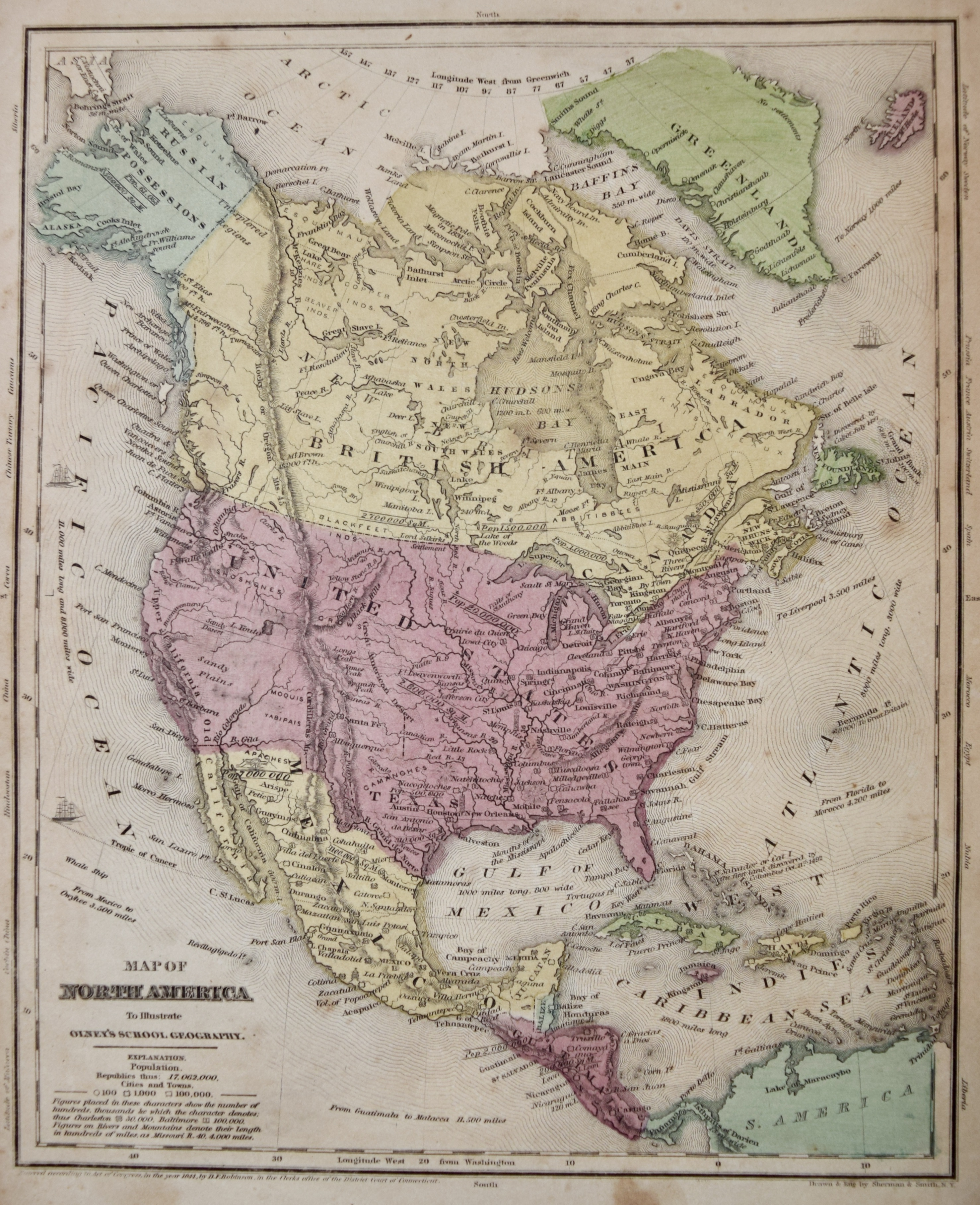
Karte von Nordamerika im Jahre 1844.

In der zweiten Hälfte des 19. Jahrhunderts begann in den USA und Kanada die Besiedlung der Präriezone Nordamerikas westlich des Mississippitales und der östlichen Ketten der Rocky Mountains. Diese Gebiete waren noch um 1800 kaum von Europäern und Euroamerikanern erforscht und galten wegen ihrer räumlichen Weitläufigkeit und des harschen Wetters als unbesiedelbar. Die erste große staatlich organisierte Expedition wurde von Lewis und Clark 1804–1806 durchgeführt. Der Schotte Alexander MacKenzie erforschte im späten 18. Jahrhundert große Teile des nördlichen und westlichen Kanadas. Beide suchten nach einem schiffbaren Weg zur Pazifikküste. George Vancouver und James Cook kartierten im Auftrag der Royal Navy die Pazifikküste Nordamerikas. Trotz dieser Ausweitung der geographischen Kenntnisse waren weite Teile des Kontinents bis in die zweite Hälfte des 19. Jahrhunderts nur schwer zugänglich.
Das änderte sich mit dem Ausbau der Eisenbahn. 1867 wurde die erste transkontinentale Eisenbahn, die Central Pacific zwischen Omaha und San Francisco eröffnet. Reisen zwischen New York und der nordamerikanischen Pazifikküste konnten in einer Zeit von weniger als einer Woche absolviert werden. Mit dem Bau von Eisenbahnen war die Gründung neuer staatlicher Einheiten verbunden. 1848 konstituierte sich Kalifornien, das nur zwei Jahre später, 1850 als vollwertiger Bundesstaat in die USA aufgenommen wurde. Nur wenig später wurde Oregon als weiterer Bundesstaat in die USA aufgenommen. In Kanada konstituierte sich British Columbia als neue, zunächst selbstverwaltete Provinz.
Ähnlich wie im Fall von Kalifornien wirkte ein Goldrausch, der Fraser-Canyon-Goldrausch als Katalysator für die weitere Entwicklung. 1871 trat British Columbia als fünfte Provinz der kanadischen Föderation bei. Teil des Beitrittsvertrages war die Übernahme der Schulden durch die kanadische Regierung und der Bau einer Eisenbahn von Montreal im Osten nach Vancouver und Victoria an der Pazifikküste innerhalb von zehn Jahren. Die Eisenbahnverbindung, mit dem „fernen Westen“ am Pazifik, die Canadian Pacific Railway (CPR) konnte allerdings erst 1885 fertiggestellt werden. Der Bau der CPR war mit einer ersten touristischen Erschließung der von der Zivilisation wenig berührten Landschaft der Canadian Rockies verbunden. So wurde in der Nähe der warmen Schwefelquellen von Banff 1888 das Eisenbahnhotel Banff Springs Hotel eröffnet. Gleichzeitig wurde damit 1885 der Banff-Nationalpark, der erste Kanadas eröffnet. Mehr als ein Jahrzehnt früher, 1872, wurde mit dem Yellowstone-Nationalpark der erste Nationalpark der USA und der erste Nationalpark der Welt eröffnet.

### Galerie Persönlichkeiten: Nordamerika im 19. Jahrhundert

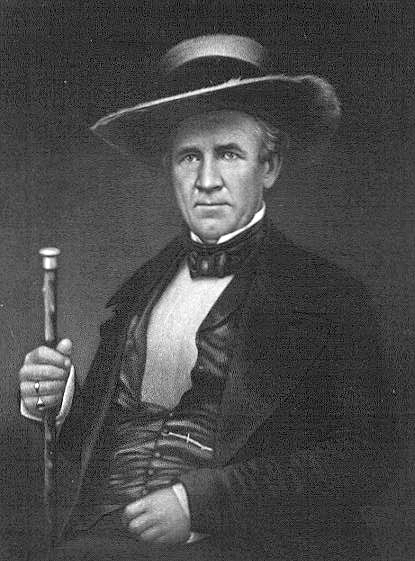
Sam Houston, 1836–1838 und 1844–1846 Präsident des unabhängigen Staates Texas (Fotografie, 1854)
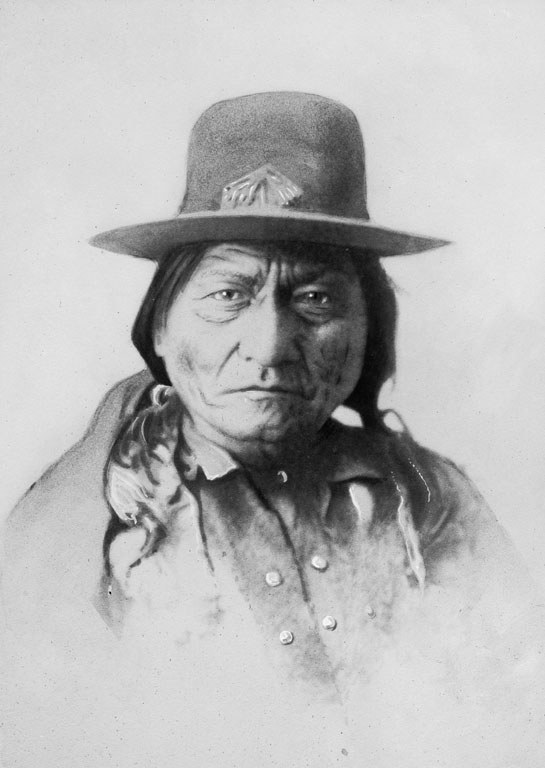
Sitting Bull, Häuptling der Lakota (Fotografie, 1883)
Abraham Lincoln, 1861–1865 16. Präsident der USA (Fotografie, 1863)
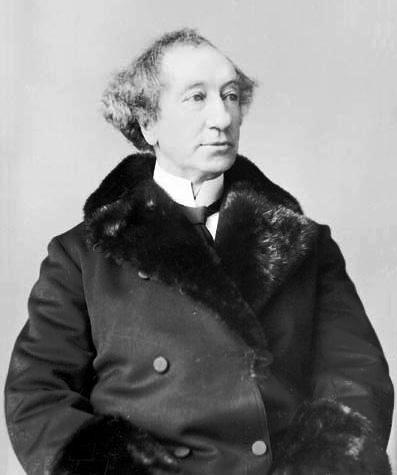
John Macdonald, 1867–1873 und 1878–1893 erster Premier Kanadas
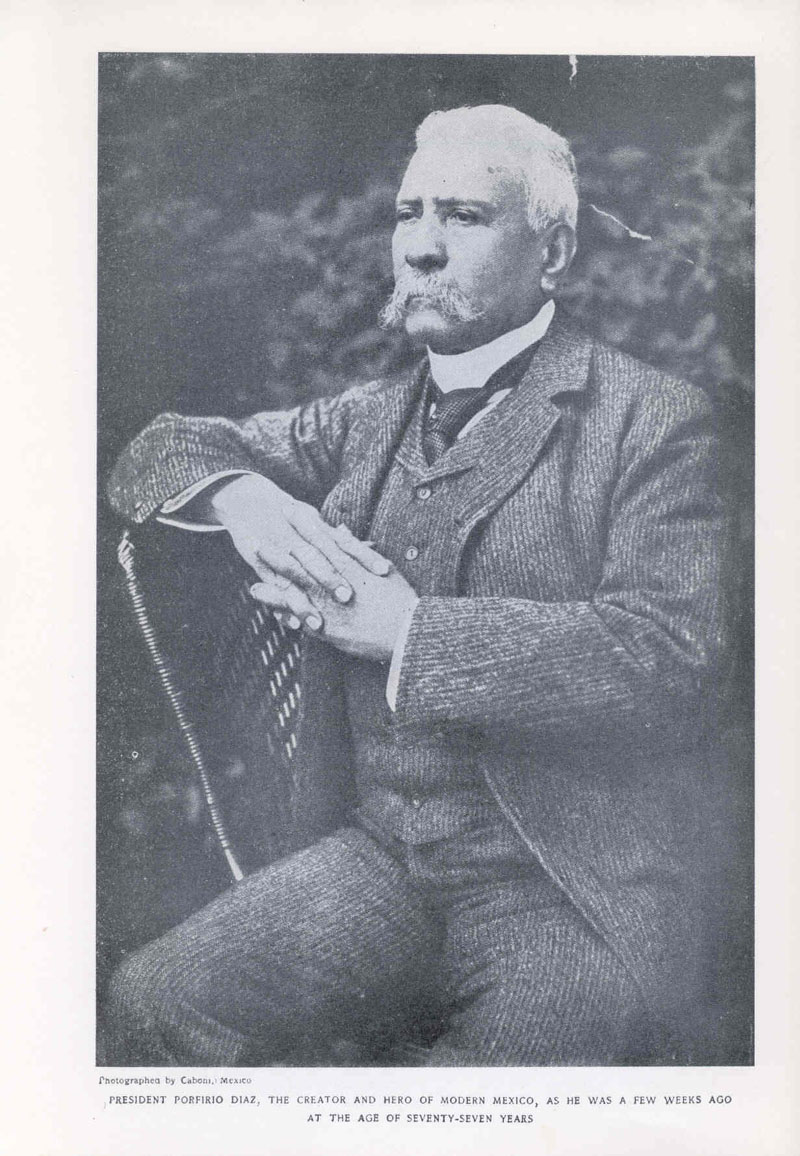
Porfirio Díaz, 1876–1911 Präsident Mexikos

Eine Folge der Besiedlung der Präriezone, des Mittleren und Fernen Westens war die endgültige Zerschlagung der letzten ursprünglichen Siedlungsgebiete der nordamerikanischen Indianer. In den 1880er Jahren verbreitete sich die schwärmerische Geistertanzbewegung unter vielen indianischen Völkern, besonders aber unter den Lakota. Gleichzeitig brachte das spätere 19. Jahrhundert unter den Indianern charismatische Persönlichkeiten wie Crazy Horse, Sitting Bull oder Wovoka hervor. Nach der vernichtenden Niederlage der Schlacht am Little Bighorn River 1876 in Montana, bei der eine waffentechnisch und zahlenmäßig überlegene Indianerstreitmacht eine kleinere Einheit der US-Armee unter dem Befehl von George Custer aufgerieben hatte, befürchtete die US-Bundesregierung wegen des Aufkommens der Geistertanzbewegung einen großen indianischen Aufstand. Das folgende (militärisch überflüssige) Massaker von Wounded Knee 1890 wird in der Geschichtsschreibung allgemein als das Ende der Indianerkriege betrachtet.
Fand die Migration nach Nordamerika zwischen ca. 1500 und ca. 1850 vorwiegend über den Atlantik statt, so kam es um die Mitte des 19. Jahrhunderts mit dem Goldrausch in Kalifornien und in Westkanda (Fraser River) erstmals in der Geschichte Nordamerikas zu einer signifikanten transpazifischen Migration chinesischer und japanischer Arbeitskräfte. Chinesen kamen zunächst mit dem Goldrausch an die Westküste Nordamerikas, sie wurden später aktiv als billige Arbeitskräfte für den Bau der Eisenbahnen angeworben. Japanische und chinesische Arbeitskräfte wurden auch in der Landwirtschaft eingesetzt.

### Galerie Ereignisse in Nordamerika im 19. Jahrhundert

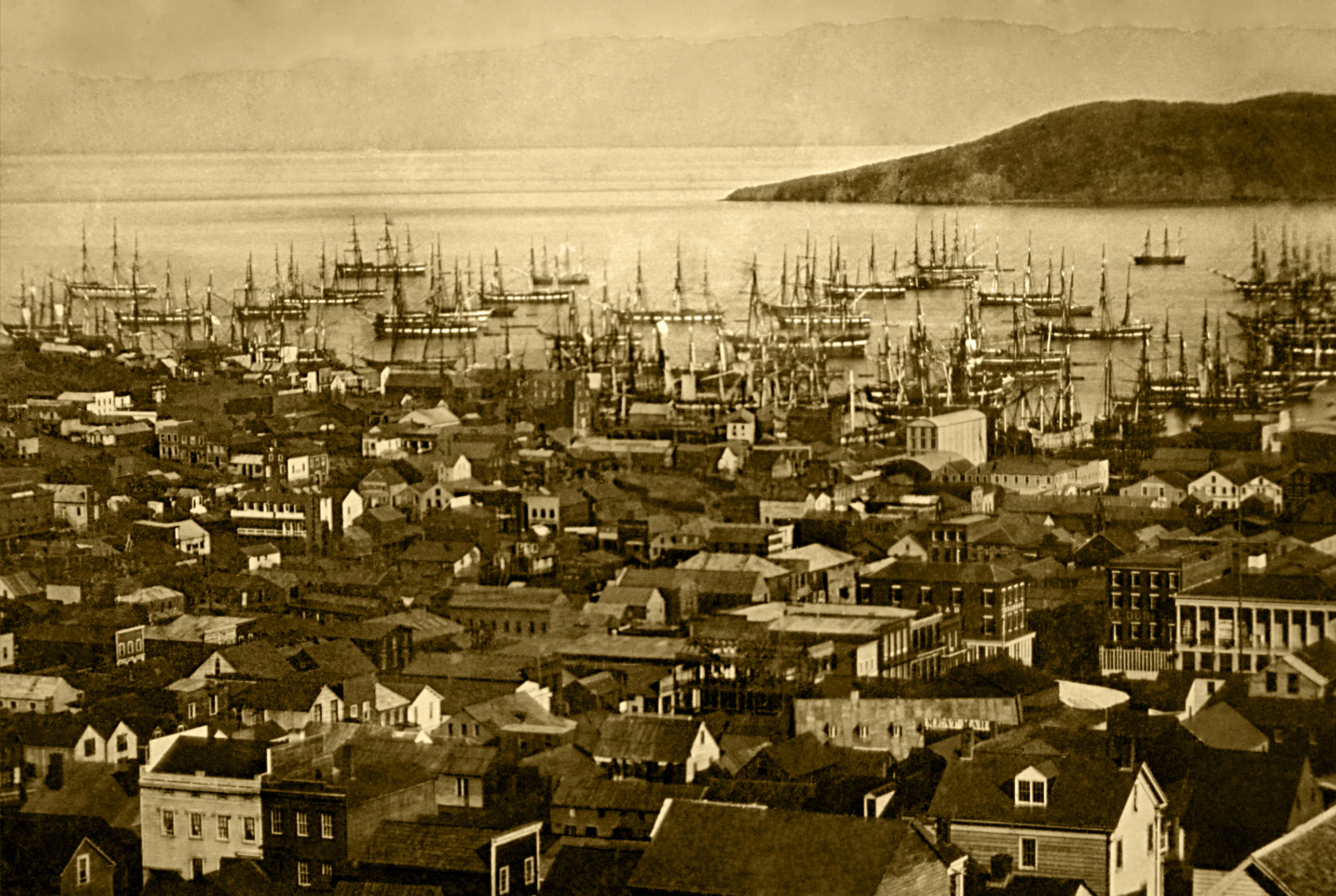
Der Hafen San Franciscos zur Zeit des kalifornischen Goldrausches
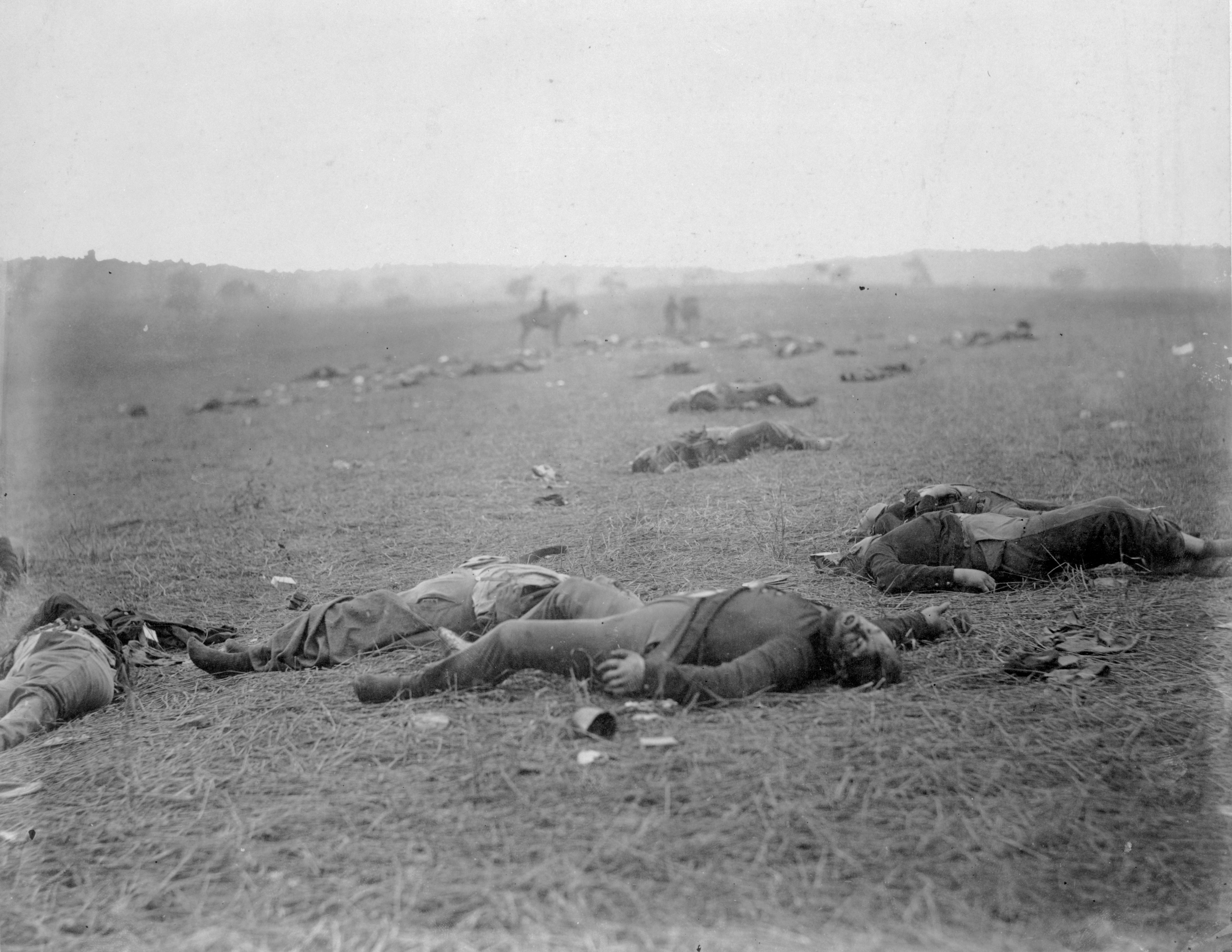
Gefallene bei der Schlacht von Gettysburg 1863
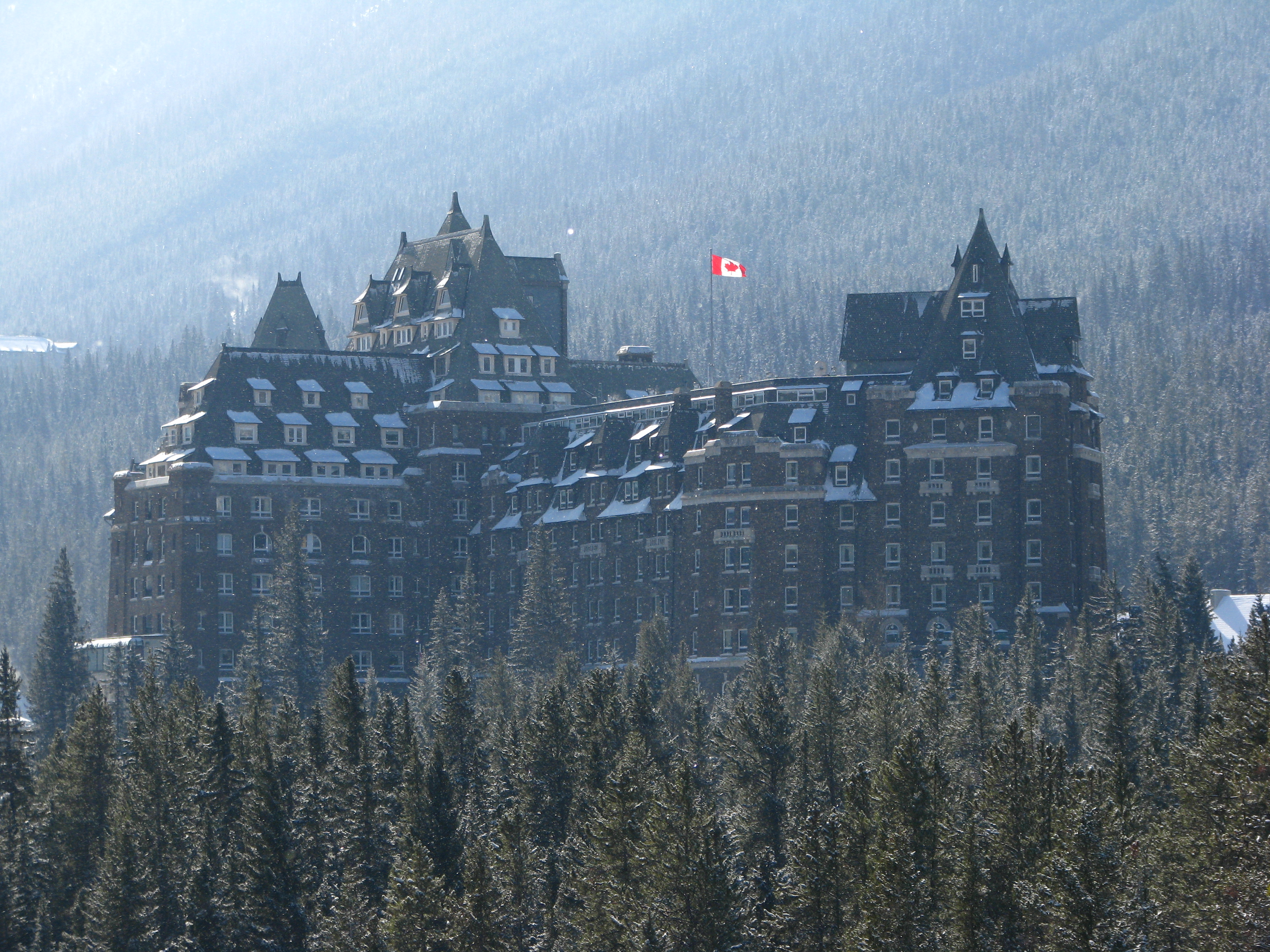
Durch den Eisenbahnbau in der zweiten Hälfte des 19. Jahrhunderts wurden bis dahin unberührte Wildnisgebiete auch touristisch erschlossen.
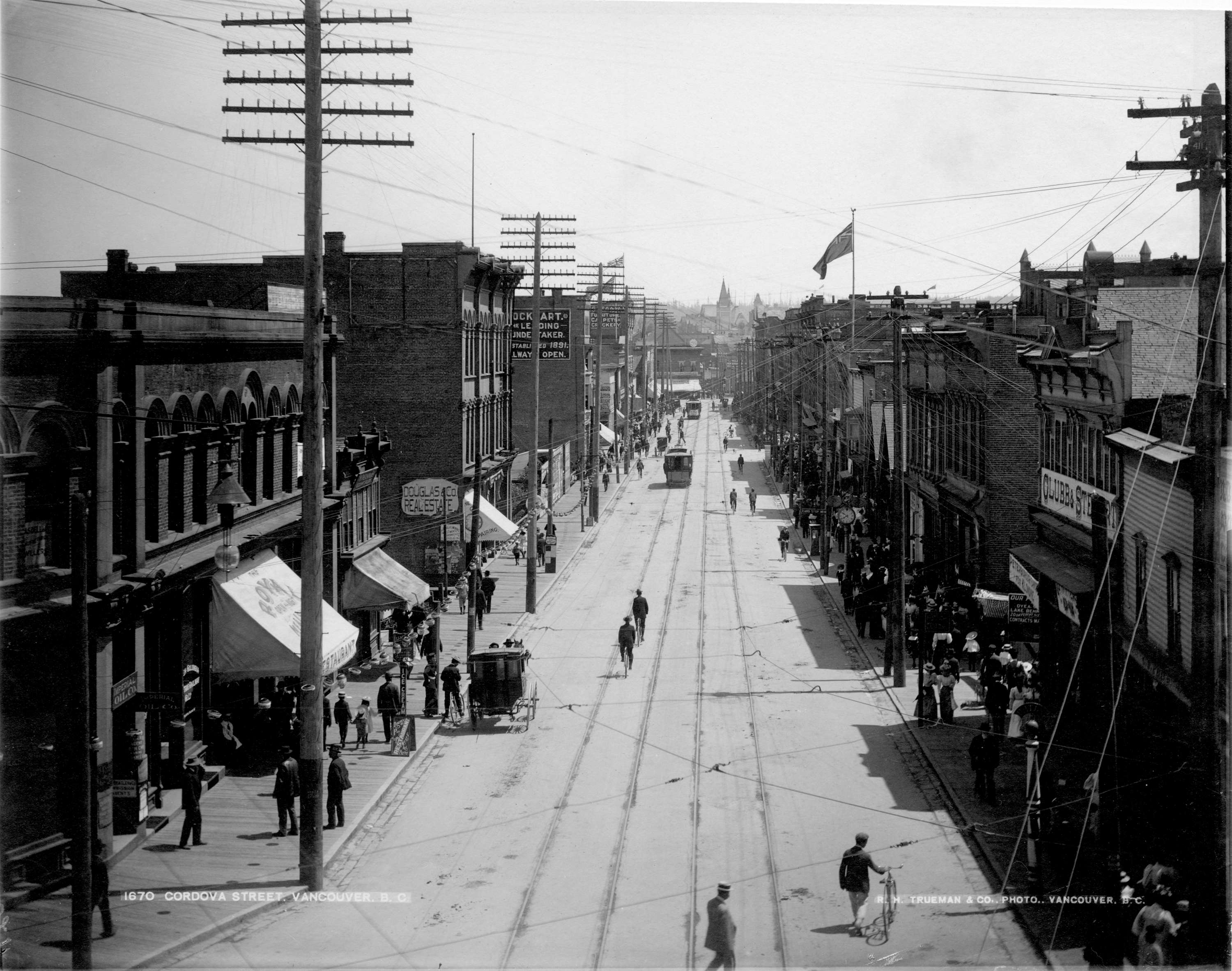
Straßenszene in Vancouver 1890

Politisch-militärisch gestaltete sich die zweite Hälfte des 19. Jahrhunderts in Nordamerika trotz des beispiellosen wirtschaftlichen Fortschritts unruhig. In Kanada kam es 1869 (Red-River-Rebellion) und 1885 (Nordwest-Rebellion) zu Aufständen gegen die neu installierte Zentralregierung in Ottawa, die Bevölkerung Kubas führte seit 1868 drei blutige und langwierige Aufstände gegen die Kolonialmacht Spanien. Die Bürgerkriege in Mexiko zwischen Liberalen und Konservativen kamen nicht zur Ruhe. Ein Moratorium über die mexikanischen Auslandsschulden war für das Kaiserreich Frankreich in den 1860er Jahren willkommener Vorwand, um jenseits des Ozeans militärisch zu intervenieren und das zweite mexikanische Kaiserreich auszurufen.
Der Krieg mit dem höchsten Blutzoll spielte sich aber zur gleichen Zeit nördlich von Mexiko ab. Seit den 1850er Jahren steuerten die USA auf einen Sezessionskrieg zu, der aus der Debatte über die Sklaverei in den Südstaaten entstand. Zunächst kam es zu einem lokalen Bürgerkrieg (Bleeding Kansas), bevor sich im Laufe der ersten Hälfte des Jahres 1861 als Reaktion auf die Wahl des Republikaners Abraham Lincoln zum Präsidenten, der als moderater Sklavereigegner galt, eine Reihe von Gliedstaaten sich aus dem Verband der USA lösten und einen Sonderbund, die CSA (Confederate States of America) bildeten. Um die Rebellion zu beenden, führten die Nordstaaten einen Krieg gegen Sonderbundstaaten, in dessen Verlauf das Ende der Sklaverei verkündet und deren Verbot schließlich in die Verfassung (13. Amendment) geschrieben wurde.

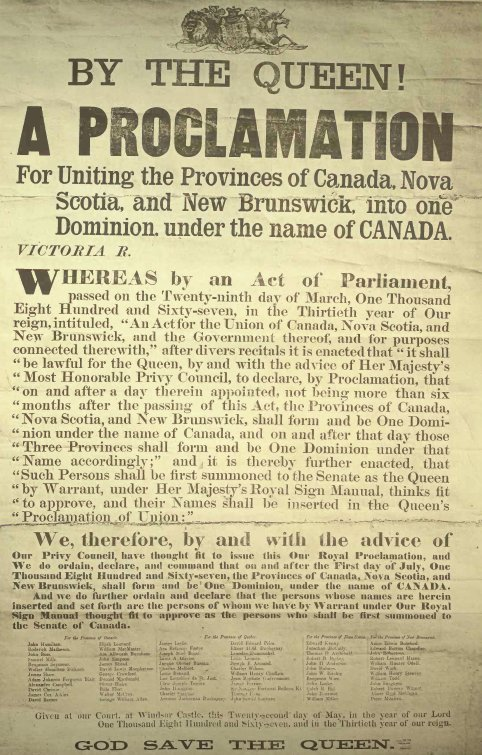
Proklamation der Föderation Kanadas 1867

Der Verlauf des amerikanischen Sezessionskrieges hatte gezeigt, welche enormen Ressourcen die USA in kürzester Zeit zu entfesseln im Stande waren. Neben der zahlenmäßigen und letztendlich trotz fähiger militärischer Führer (Robert E. Lee) enormen materiellen Unterlegenheit der CSA war es der mangelnde außenpolitische Erfolg, der zur schließlich totalen Niederlage führte. Weder wollte Großbritannien, das die Rohbaumwolle für seine Textilfabriken größtenteils aus den amerikanischen Südstaaten bezog, die CSA anerkennen, noch wagte es Frankreich unter Kaiser Napoleon III., sich in die inneren Angelegenheiten der USA einzumischen. Der eindeutige Ausgang des Sezessionskrieges sicherte endgültig die Vormachtstellung der USA auf dem nordamerikanischen Kontinent und trug indirekt zur Bildung der kanadischen Föderation 1867 und direkt zum Abzug der Franzosen aus Mexiko bei.

### Wirtschaftliche Entwicklung Nordamerikas nach 1867
Mit dem Zensus von 1890 wurde von den offiziellen Behördenstellen der USA die Feststellung getroffen, dass „die Siedlungsgrenze“ nicht mehr feststellbar sei. Die lange Depression, die sich von den 1870er bis in die 1890er in Schüben hinzog, und von Deflation geprägt war, verlangsamte zwar in den USA das Wirtschaftswachstum, dennoch entstanden in dieser Zeit die größten Reichtümer, die bis dahin in der Geschichte von einzelnen Individuen angehäuft wurden. Zum Beispiel der Banker J. P. Morgan, der Gründer der Standard Oil Company, John D. Rockefeller oder der Stahl-Tycoon und spätere Philanthrop Andrew Carnegie. In den USA werden diese Jahrzehnte das „Gilded Age“ genannt. Diese sind gekennzeichnet durch ein für Korruption anfälliges Behördensystem und eine schwache Exekutive, an deren Spitze ein Präsident stand, der sich auf dem Höhepunkt dieser Entwicklung (Präsidentschaft v. Benjamin Harrison, 1889–1893) kaum mehr als ein „oberster Beamter“ begriff. Der schwachen Bundesregierung, die bei Arbeitskämpfen und Streiks (etwa dem Pullman-Streik) mit dem Einsatz der Armee reagierte, standen in vielen Großstädten sogenannte „Parteimaschinen“ wie die Tammany Hall Society gegenüber. Gleichzeitig nahm die Schere zwischen Arm und Reich bislang unbekannte Ausmaße an. Gab es um 1870 nur etwa 100 Millionärshaushalte in den USA, so stieg deren Zahl bis 1915 auf 16.000 an.

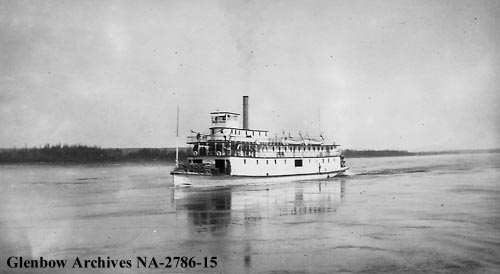
Flussdampfer der Hudson’s Bay Company auf dem Mackenzie River

Kanada war nach dem British North America Act ebenso von der langen Depression betroffen, wie sein südliches Nachbarland. Seine Wirtschaft blieb landwirtschaftlich geprägt. Fischerei an den Küsten und Forstwirtschaft im Landesinneren dominierten. Der kanadischen Holzindustrie kamen die vielen Flussläufe und Gewässer zupass, auf denen die geschlägerten Stämme mit Leichtigkeit geflößt werden konnten. So entwickelte sich Vancouver an der Mündung des Fraser River zunächst als Zentrum der Holzindustrie. In Hinblick auf das rauere Klima und die im Vergleich viel attraktiveren Möglichkeiten, welche die Landwirtschaft und die entwickelte Industrie in den USA bot, wirkte Kanada bis an die Jahrhundertwende für Einwanderer wenig anziehend.
Mexiko, das gegen Ende des 19. Jahrhunderts nach langen Jahrzehnten voller politischer Instabilität wirtschaftlich weit hinter die USA und Kanada zurückgefallen war, öffnete sich 1877 unter Porfirio Díaz ausländischen Kapital. In seinen politischen Entscheidungen ließ sich Díaz von einem Beraterstab (genannt Científicos) unterstützen, die mehrheitlich in Europa studiert hatten und die Ideen des Positivismus nach Mexiko trugen. In erster Linie floss US-amerikanisches, britisches und zunehmend auch deutsches Kapital in das Land. Dieses wurde in die Bergbauindustrie der nördlichen Bundesstaaten investiert. Mit der wirtschaftlichen Öffnung wurde das bis dahin nur marginal vorhandene mexikanische Eisenbahnnetz ausgebaut. Wegen seiner besonderen Topographie ohne markante Flussläufe, ohne größere Ebenen und der in Nord-Süd-Richtung verlaufenden Gebirge war der Bau von Eisenbahnlinien technisch und damit auch finanziell weit schwieriger als in den USA. Der ökonomische Aufschwung kam aber nur einer dünnen Schicht von Landbesitzern, Mestizen und ausländischen Unternehmen zugute.
Die Masseneinwanderung aus Europa vollzog sich kontinuierlich bis in das dritte Jahrzehnt des 20. Jahrhunderts, als die USA erstmals Quoten einführten. Im Inneren führte die First Great Migration der Afroamerikaner aus den Südstaaten zu einer Veränderung des Erscheinungsbilds der Städte des Nordens, wo neben den weißen ethnischen Viertel eigene schwarze Viertel entstanden. Davon waren insbesondere Städte um die Großen Seen wie Detroit, Chicago und Cleveland betroffen. Die Migrationswelle erreichte ihren Höhepunkt zwischen 1910 und 1930.

## Nordamerika im 20. Jahrhundert
Gegen Ende des 19. Jahrhunderts setzte sich in Nordamerika ein neuerlicher Wirtschaftsaufschwung durch, der die lange Depression beendete und etwa zehn Jahre lang, bis zur Panik von 1907 anhielt. Neben den USA profitierten davon auch das spätporfiristische Mexiko, wo viel ausländisches, in erster Linie US-amerikanisches, aber auch britisches und deutsches Kapital in den Aufbau des Eisenbahnnetzes und in die Bergbauindustrie flossen. Der Wirtschaftsaufschwung bescherte auch der kanadischen Wirtschaft bis zum Ausbruch des Ersten Weltkrieges Rekordwachstumsraten. Die Goldfunde am Klondike River an der Grenze zwischen Kanada und Alaska erleichterten den Übergang der US-Währung zum Goldstandard, nachdem die Art der Deckung des US-Dollars in den Jahrzehnten nach dem Bürgerkrieg eine heftig diskutierte innenpolitische Auseinandersetzung war.

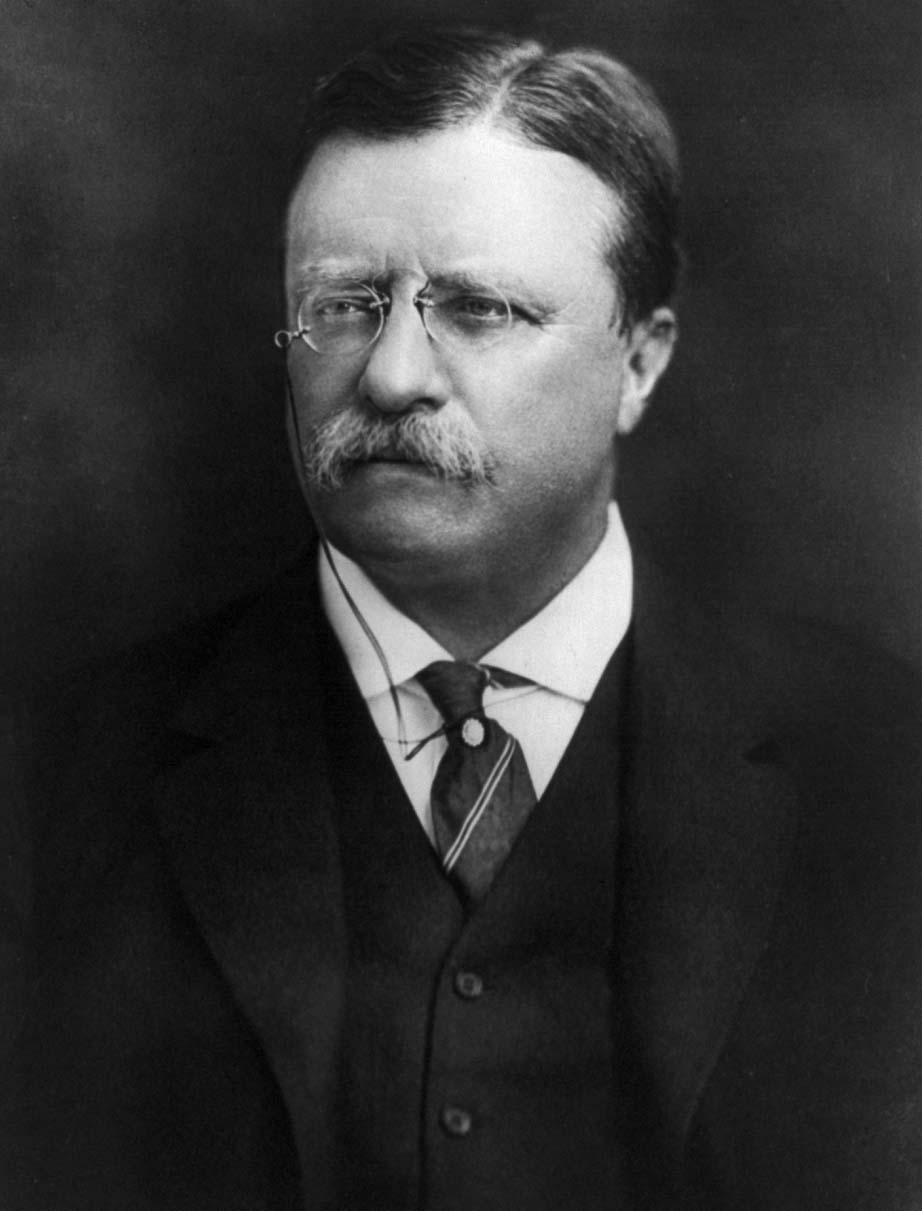
Präsident Theodore Roosevelt

Um die Jahrhundertwende begannen die USA, ihre dominante ökonomische Rolle, die sie in der westlichen Hemisphere erreicht hatten, auch politisch-militärisch durchzusetzen. So griffen sie unter Präsident William McKinley 1898 in den (zweiten) Kubanischen Unabhängigkeitskrieg ein, was dazu führte, dass Kuba für mehr als ein halbes Jahrhundert in die Abhängigkeit der USA kam. Um wirtschaftliche und strategische (Panamakanal) Interessen zu wahren, griffen die USA bis 1933 in einer Reihe von „Interventionen“ in die Politik von kleineren karibischen und mittelamerikanischen Staaten mittels Marineinfanterie ein.
Innenpolitisch erfuhren die USA um 1900 die Wende zum Progressivismus, was eine Abkehr von der bisherigen laisser-faire-Politik des Gilded Age bedeutete. Bereits 1889 hatte der Milliardär Andrew Carnegie in seinem Buch Das Evangelium des Reichtums die gesellschaftspolitische Verantwortung der Oberschicht eingefordert. Schriftsteller wie Upton Sinclair (Der Dschungel, 1906) oder Jack London machten in einer Mischung aus investigativen Reportagen und Literatur auf die Lebensbedingungen der amerikanischen sozialen Unterschichten aufmerksam.
Starke Initiativen für den beginnenden Natur- und Umweltschutz kamen hingegen aus Kalifornien, wo John Muir den Sierra Club gründete. Muir hatte maßgeblichen Anteil bei der Etablierung des Yosemite-Nationalparks, scheiterte aber an der Bewahrung des Hetch Hetchy Valleys. Alle US-Präsidenten von Theodore Roosevelt bis Woodrow Wilson verstanden sich als gesellschafts- und sozialpolitische Reformer. Damit verbunden war die Stärkung der Bundesregierung gegenüber den Bundesstaaten, mit dem Federal Bureau of Investigation, kurz: FBI wurde erstmals eine gesamtstaatliche Polizeibehörde ins Leben gerufen und aus den Erfahrungen der Panik von 1907 (dem letzten massiven Kurssturz an der New Yorker Börse vor 1929) mit der Federal Reserve (FED) eine moderne Zentralbank gegründet.
Dennoch blieben die USA eine rassistische Gesellschaft. Die halbherzige und unvollendete Reconstruction des Südens wurde ab den 1890er Jahren durch einen institutionalisierten Rassismus (sogenannte Jim-Crow-Gesetze) verstärkt. 1916 hatte der Film Die Geburt einer Nation von D. W. Griffith Premiere. Der offen rassistische Streifen (und bis dahin kommerziell erfolgreichste der Filmgeschichte) hatte großen Einfluss auf weite Teile der US-Bevölkerung, so dass als Folge noch im selben Jahr der Ku Klux Klan wiederbelebt wurde.

## Nordamerika im Zeitalter der Weltkriege

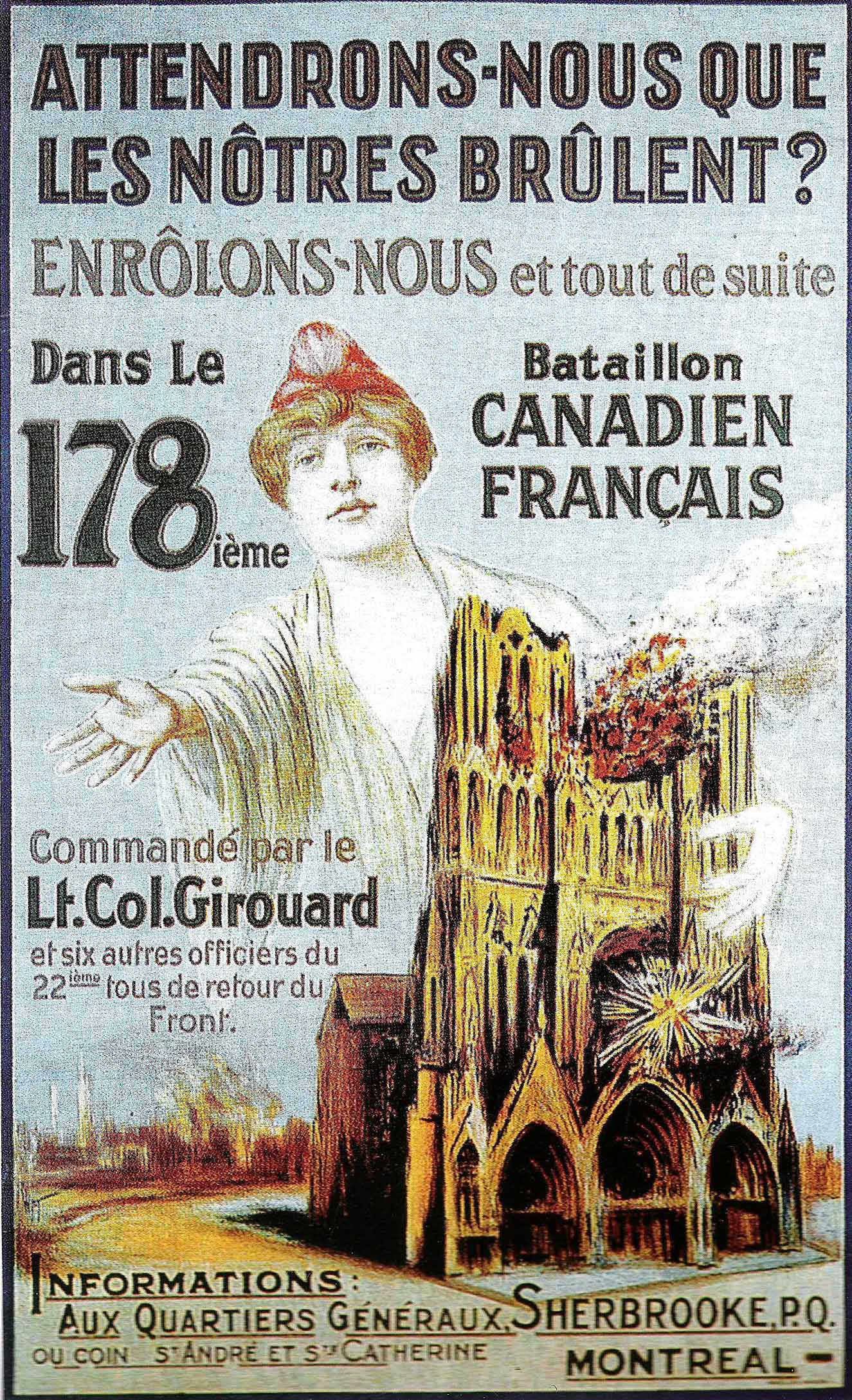
Frankokanadische Kriegspropaganda mit der zerstörten Kathedrale von Reims

Kanada, zu dieser Zeit noch kein souveräner Staat mit eigenständiger Außenpolitik, trat als Teil des britischen Empire bereits im Sommer 1914 in den Ersten Weltkrieg ein. Das Land wurde gerade von einer Rezession heimgesucht, so dass sich auf die ersten Aufrufe hin eine Vielzahl von Arbeits- und Beschäftigungslosen zu den Fahnen meldeten. Die Prärieprovinzen waren im Sommer 1914 vom zweiten Dürrejahr in Folge betroffen. Frankokanadier meldeten sich aus verschiedenen Gründen in weniger großer Zahl zu den Streitkräften. Für den Kampfeinsatz wurde im August 1914 ein eigenes Canadian Expeditionary Force gegründet, das 1915 am Kriegsschauplatz eintraf.
Die USA warteten ab, verhielten sich offiziell „neutral“, auch wenn große Teile der US-Bevölkerung mit den Entente sympathisierten. Die irisch-katholische Bevölkerung, die deutsch- und skandinavischstämmige Bevölkerung waren mehrheitlich für die Aufrechterhaltung der Neutralität. Die US-Iren, die mehrheitlich demokratisch wählten und in dieser Partei starken Einfluss genossen, verstärkten ihre Position noch weiter nach der Niederschlagung des irischen Osteraufstands von 1916. Dennoch blieben Sympathiebezeugungen für Frankreich und Großbritannien nicht aus, vor allem nach dem deutschen Einmarsch in Belgien und der Zerstörung der Universitätsstadt Löwen. Der Kriegsausbruch in Europa ließ auf der anderen Seite des Atlantiks die Frage nach der amerikanischen Nation lauter werden. Einige Autoren bezweifelten die Ende des 19. Jahrhunderts populäre Metapher von den USA als melting pot. Einige Politiker wie der ehemalige Präsident Theodore Roosevelt verlangten ein schärferes Vorgehen gegen Deutschland und sahen die USA durch deutsche U-Boote gefährdet und als ein potentielles Angriffsziel Deutschlands.
Den Untergang des britischen Passagierdampfers Lusitania, der im Mai 1915 vor der irischen Küste von einem deutschen Torpedo getroffen wurde, wertete Präsident Wilson noch nicht als Kriegsgrund, auch wenn bei der Katastrophe 128 US-Amerikaner ums Leben kamen.

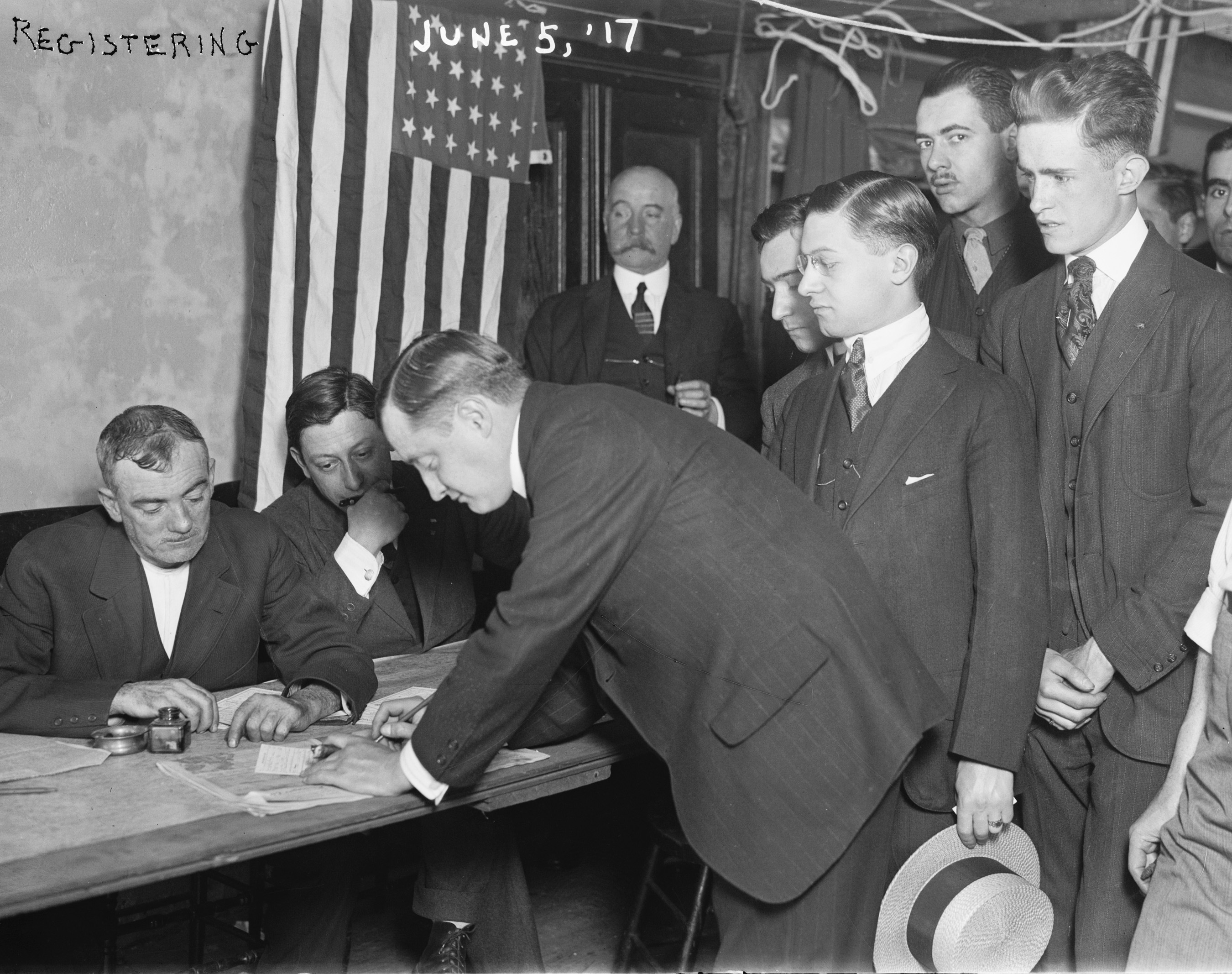
Einschreibung junger Amerikaner bei den Streitkräften

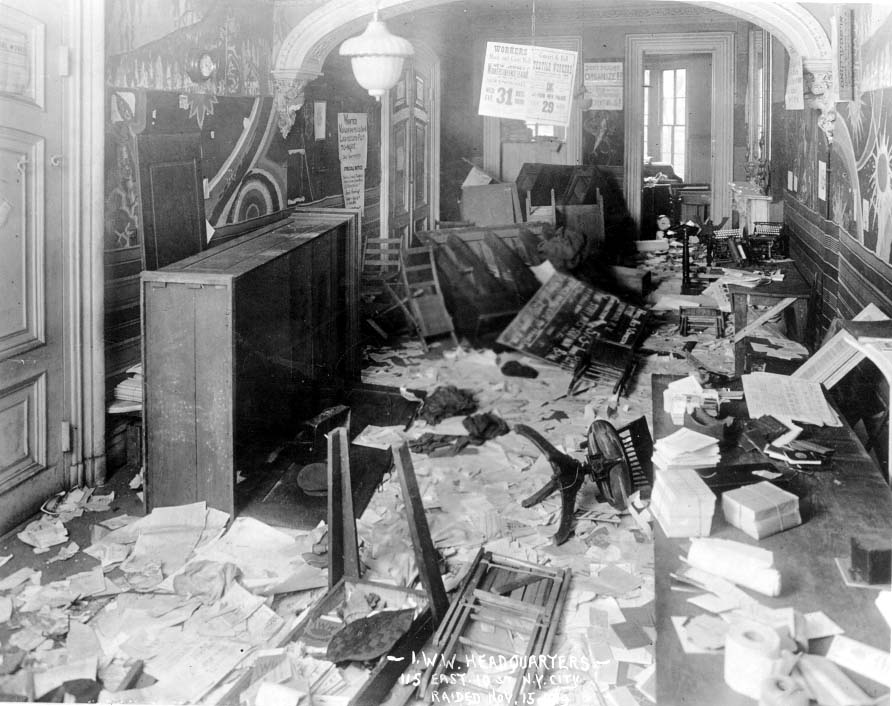
Red Scare 1919: verwüstetes Hauptquartier der IWW in New York City

Die Beibehaltung der Neutralität oder ein möglicher Kriegseintritt war neben innenpolitischen Reformen das Hauptthema der Wahl von 1916, welche erneut die Demokraten mit Woodrow Wilson für sich entscheiden konnten. Wilson, der sich strikt gegen eine Kriegsteilnahme aussprach, erklärte nur wenige Monate nach seinem Wahlsieg dem Deutschen Reich den Krieg. Ausschlaggebend war ein abgefangenes und vom britischen Geheimdienst dechiffriertes Telegramm der deutschen Botschaft in Washington an die mexikanische Regierung. Darin bot Staatssekretär Arthur Zimmermann Mexiko ein Bündnis gegen die USA an und für den Fall eines Sieges die Aussicht auf 1848 verlorenes Territorium. Die Veröffentlichung des Telegramms und die dadurch ausgelöste heftige Debatte in den USA war ein bewusstes Kalkül der Briten, um die amerikanische Regierung unter Druck zu setzen.
Die neue Situation, die sich 1917 ergeben hatte, zwang sowohl die USA wie auch Kanada zu einem für diese Länder ungewöhnlichen Schritt: der Einführung der Wehrpflicht auf nationaler Ebene. Kanada war nach drei Jahren Krieg nicht mehr in der Lage, die hohen Verluste auf den nordfranzösischen Schlachtfeldern durch Freiwillige auszugleichen. Diese Situation führte in Kanada zur Wehrpflichtkrise von 1917. Die Kriegsanstrengungen führten in beiden Ländern zu einer Ausweitung der Staatstätigkeit: in den USA kamen die Eisenbahnen unter staatliche Kontrolle. In Kanada wurden die Canadian National Railways als staatliche Gesellschaft gegründet, um die Transportverbindungen sicherzustellen.
Nordamerika wurde (abgesehen von Marineoperationen vor seinen Küsten) wie Südamerika von den Kriegshandlungen verschont, aber dennoch hatte der Ausbruch des Weltkriegs vielfältige gesellschaftliche und soziale Rückwirkungen. So revolutionierte und beschleunigte der Erste Weltkrieg auch in Nordamerika ähnlich wie in Europa die Durchsetzung von Frauenrechten, etwa dem Wahlrecht, das den Amerikanerinnen per Verfassungszusatz (Amendment) 1920 garantiert wurde. Die transatlantische Migration kam 1914 abrupt zum Stehen, was dazu führte, dass sich die seit den 1880er Jahren einsetzende Binnenwanderung der Nachfahren ehemaliger Sklaven von den ländlich geprägten Südstaaten zu den Industriezentren des Nordens noch einmal verstärkte. Die Existenz kompakter afroamerikanischer Stadtgebiete in den Großstädten des Nordens wie im New Yorker Stadtteil Harlem wirkte auf Weiße ebenso polarisierend wie auf die Afroamerikaner selbst. So propagierte der aus Jamaika stammende, zeitweise in den USA lebende Marcus Garvey eine „umgekehrte Segregation“. Dabei scheute er selbst vor einer Zusammenarbeit mit dem Ku-Klux-Klan nicht zurück.
Der erneute Einzug der Republikaner ins Weiße Haus 1920 war auf die unmittelbare Situation nach dem Ersten Weltkrieg zurückzuführen. Der Präsident war durch die Teilnahme an der Friedenskonferenz in Europa, auf der er sich mit seinen „14 Punkten“, seiner Ausformulierung einer gerechten Weltordnung, die keinen Krieg mehr kennen sollte, nur teilweise durchsetzen konnte, monatelang abwesend. Insbesondere scheiterte er nicht nur an der unnachgiebigen Haltung des französischen Ministerpräsidenten Georges Clemenceau, sondern auch am Veto des Kongresses, der den Vertrag von Versailles niemals ratifizierte. Inzwischen brach in den USA selbst, ausgelöst durch eine Welle von Streiks und Arbeitsniederlegungen (unter anderen bei der Polizei in Boston) panikartig die Furcht vor einem kommunistischen Umsturz aus. Die Hysterie, die sich gegen Einwanderer, Ausländer und politisch links Stehende richtete, ist unter dem Namen „Red Scare“ in die Geschichte eingegangen. Im Verlauf des sogenannten Red Summer of 1919 kam es in 25 amerikanischen Städten zu meist blutigen Rassenunruhen. Bei den schlimmsten Ausschreitungen in Chicago im Juli 1919 kam es zu 38 Toten, 537 Verletzten und über 1500 Personen wurden obdachlos.
Durch den Krieg begann sich die Stellung Kanadas innerhalb des britischen Weltreichs langsam zu wandeln. Auf Karten der Jahrhundertwende wurde Kanada noch als „Britisch-Nordamerika“ bezeichnet. Das Land, das nicht nur eine große Zahl an Truppen an die europäischen Fronten entsandt hatte, wurde zum ersten Mal in seiner Geschichte zu einem Nettoexporteur. Das trug dazu bei, dass Kanada im Statut von Westminster ein souveräner Staat wurde.

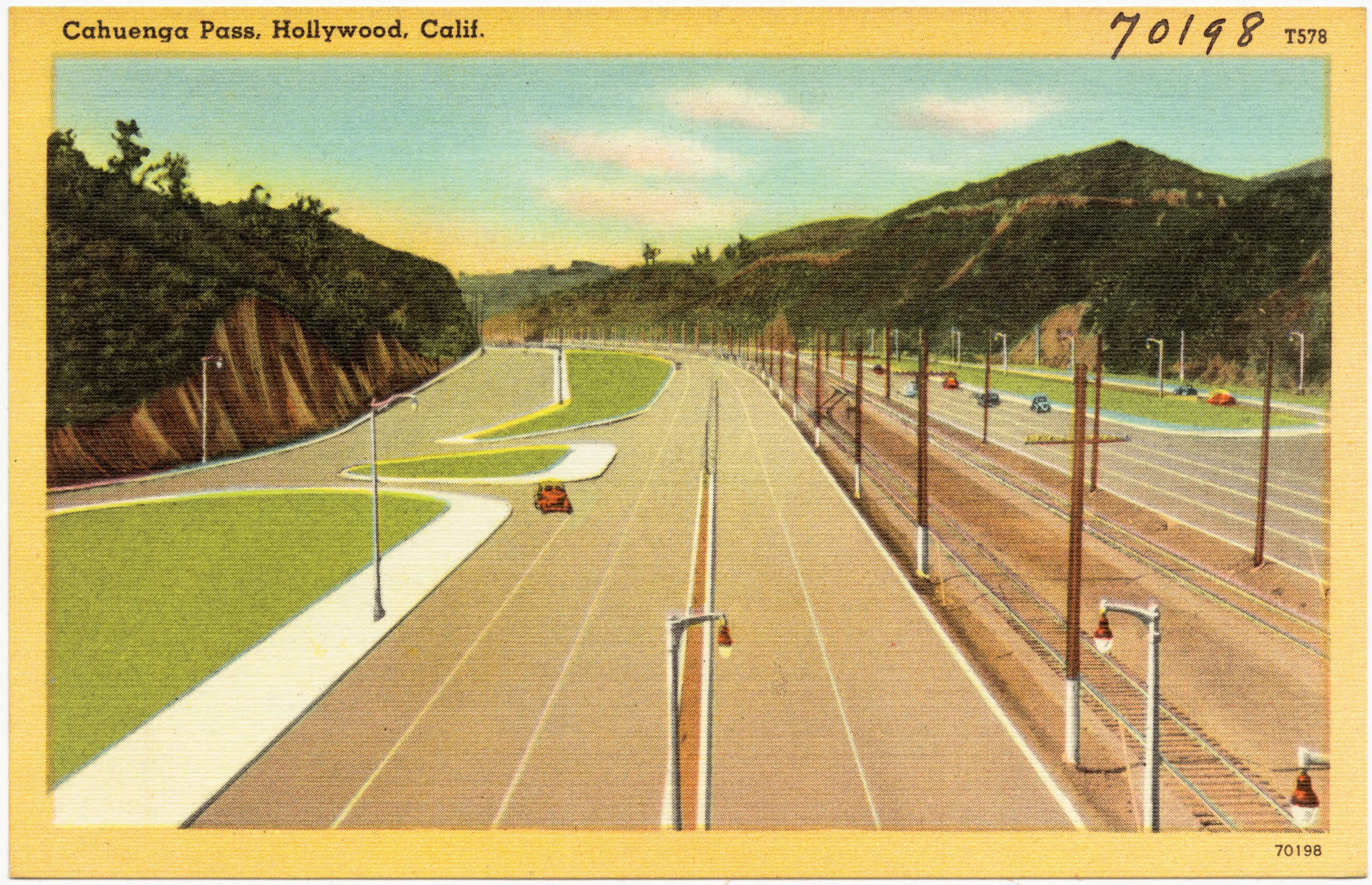
Los Angeles: Freeway mit integrierter Strassenbahnspur, Postkarte, ca. 1940

Aus Sicht eines großen Teils der Bevölkerung beendete die Wahl Warren G. Hardings ins Präsidentenamt die Ausnahmesituation, die durch die Wahl eines Demokraten und durch die Kriegsteilnahme entstanden war. Seit dem Ende des Bürgerkriegs hatten die Republikaner stets den Präsidenten gestellt. Harding und sein Kabinett wurden aber sehr schnell von Politskandalen heimgesucht und er starb noch vor Ende der ersten Amtszeit von einer Reise aus Alaska zurückkehrend in San Francisco.
Die Nutzung von Elektrizität, von Erdöl und Chemie ließen die Konsumgewohnheiten der Bevölkerung ändern. Die Städte dehnten sich zuerst durch Überlandstraßenbahnen und dann durch das Auto aus, das seit 1908 in Serie gefertigt wurde. In den USA und teilweise auch in Kanada begann sich die erste Massenkonsumgesellschaft der Geschichte durchzusetzen.